# هيساشي هيراي
هيساشي هيراي (平井久司 هيراي هيساشي) هو رسام أنمي ياباني ولد في 27 مايو في طوكيو.

## أعماله في الأنمي

### مسلسلات أنمي تلفزيونية
- جوسينشي جالكيفا (تصميم الشخصيات، إخراج الرسوم المتحركة)
- ريفايوس اللامتناهية (تصميم الشخصيات)
- سكرايد (تصميم الشخصيات)
- البدلة المتنقلة جاندام سيد (تصميم الشخصيات، إخراج الرسوم المتحركة الرئيسي)
- فافنر في السماء الزرقاء (تصميم الشخصيات)
- فافنر في السماء الزرقاء EXODUS (تصميم الشخصيات)
- البدلة المتنقلة جاندام سيد ديستني (تصميم الشخصيات، إخراج الرسوم المتحركة الرئيسي)
- أولينسيس الفضي (تصميم الشخصيات)
- هيرويك إيج (تصميم الشخصيات، إخراج الرسوم المتحركة الرئيسي)
- لاينباريل الحديدي (تصميم الشخصيات، إخراج الرسوم المتحركة الرئيسي)
- أسطول المجرة المدرع ماجستيك برينس (تصميم الشخصيات)

### أفلام أنمي
- فافنر في السماء الزرقاء HEAVEN AND EARTH (تصميم الشخصيات)

## وصلات خارجية
- هيساشي هيراي على موقع ANN person (الإنجليزية)